# Vieremänjärvi (sjö i Suomussalmi, Kajanaland, Finland)
Vieremänjärvi eller Vierämänjärvi är en sjö i Finland. Den ligger i kommunen Suomussalmi i landskapet Kajanaland, i den nordöstra delen av landet, 600 km norr om huvudstaden Helsingfors. Vieremänjärvi ligger 212 meter över havet. Arean är 32,4 hektar och strandlinjen är 3,73 kilometer lång. Sjön  ingår i Uleälvens huvudavrinningsområde.   Den sträcker sig 1,1 kilometer i nord-sydlig riktning, och 1,1 kilometer i öst-västlig riktning.